# Aynsley Pears
Aynsley Pears, né le 23 avril 1998 à Durham en Angleterre, est un footballeur anglais. Il occupe le poste de gardien de but aux Blackburn Rovers.

## Carrière
Le 16 octobre 2020, il s'engage pour quatre saisons aux Blackburn Rovers.